# 王艷娜
王艷娜（英語：Kylie Wong Yim Na，1975年3月7日—）香港亞洲電視前女藝人、女演員、主持及模特兒。

## 生平
王艷娜畢業北角的蘇浙公學，1990年參加亞洲電視舉辦的香港美少女大賽，當時是中三學生。賽后加入亞洲電視，不久与同屆參賽者王薇、梁碧芝等人一同參演《Q表姐》一劇，她是該劇戲份最多的參賽者。其后，王艷娜為亞洲電視多次演出數部劇集，才直至1999年離開亞視。代表作有《碧血青天楊家將》中的衛靈兒一角。期間也曾主持《NBA地帶》等節目。
1998年，王艷娜起用藝名王瀛，赴中國大陸發展。在演出少量劇集后，2000年正式退出娛樂圈之後，開設美容店，2011年結婚。
她也本身是亞洲電視藝員，現今香港娛樂圈少數從任何正式亮相沒有未效力過無綫電視的藝員之一。

## 參與演出電視劇（亞洲電視）
- 1990年：《Q表姐》飾 柴艷娜
- 1990年：《第三間電台》飾 張祖慧
- 1991年：《中環英雄》飾 晶晶
- 1991年：《發達智多星》飾 王艷芬
- 1991年：《四驅橋聖》飾 司徒潔貞
- 1992年：《仙鶴神針》飾 小蘭
- 1993年：《點解阿sir系隻鬼II》飾 司馬里惠
- 1993年：《槍神》飾 Wasabi
- 1993年：《新香港奇案之電梯情殺案》
- 1993年：《天蠶變之再與天比高》 飾 劉月嬋
- 1994年：《碧血青天楊家將》飾 衛靈兒
- 1994年：《碧血青天珍珠旗》飾 衛靈兒
- 1995年：《法外英雄》飾 鄺志恆
- 1995年：《新包青天之義膽柔情》飾 霍荊娘
- 1995年：《新包青天之英烈千秋》飾 楊玉蘭
- 1996年：《真相之舊恨》飾 李凱欣
- 1996年：《坊間傳奇·甘戴綠頭巾》
- 1997年：《萬事勝意》飾 趙學美
- 1997年：《雪花神劍》飾 周惠瑛

## 參與演出電視劇（中國大陸）
- 1999年：《鏡花緣傳奇》（於2005年華娛衛視播出）飾 風仙/程金鳳
- 1999年：《劍少爺》飾 殷小喬

## 曾擔任節目主持（亞洲電視）
- 《NBA地帶》
- 《98世界杯》
- 《96奧運》（特派記者）

## 外部連結
- 王艷娜的微博
- 艷娜印象~王艷娜小屋 （页面存档备份，存于）